# Renesans karoliński

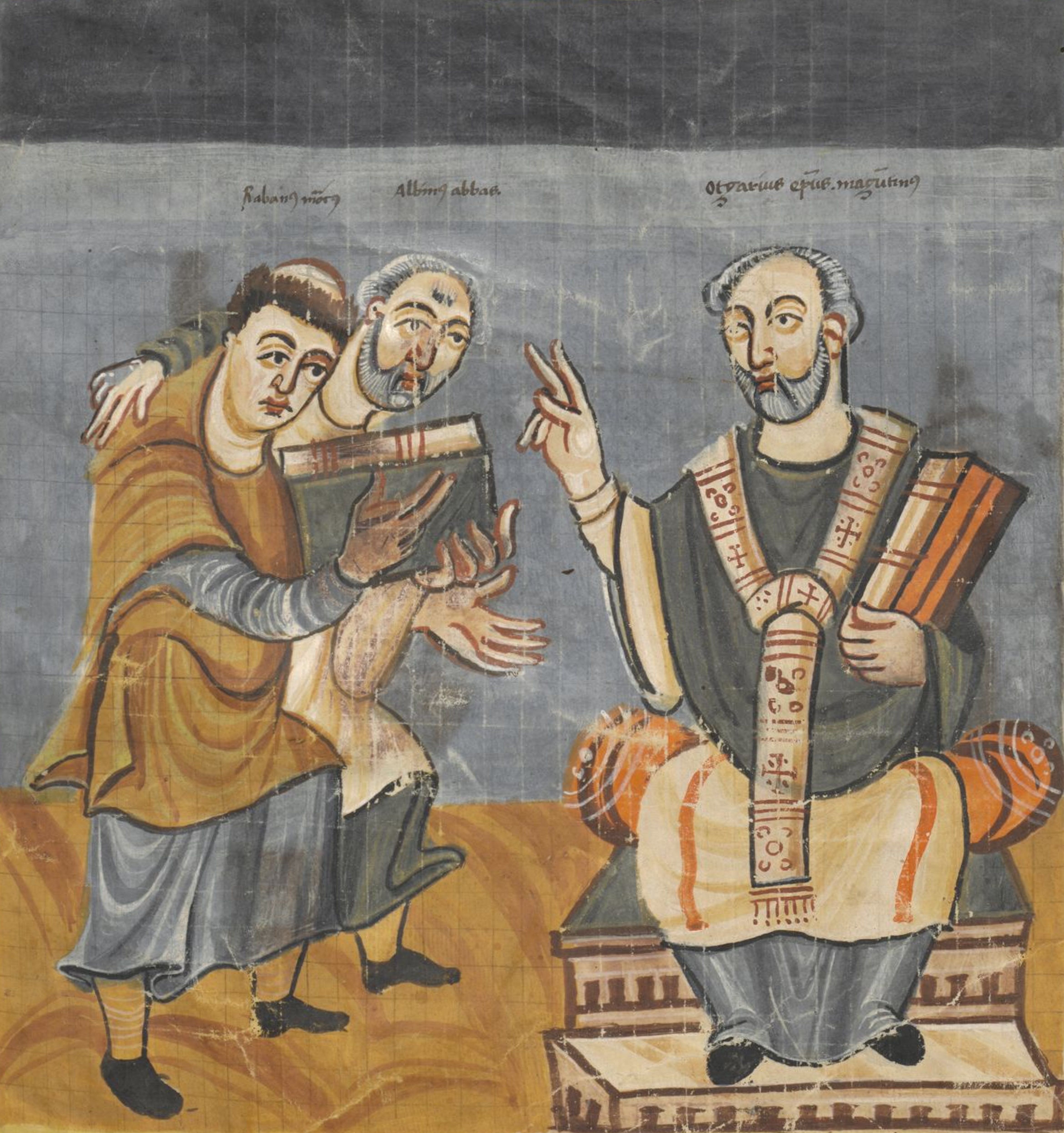
Hraban Maur (po lewej) i Alkuin (w środku) poświęcają swoją pracę arcybiskupowi Otgarowi z Moguncji Liber de laudibus Sanctae Crucis, manuskrypt z Fuldy, ok. 831-840.

Renesans karoliński – okres rozwoju kultury zachodnioeuropejskiej, przypadający w VIII – X w., w czasach panowania Karolingów, zwłaszcza Karola Wielkiego, w którym nastąpiło ponowne przyjęcie kultury starożytnej. 
Termin „renesans karoliński” ma charakter pozytywnie wartościujący i wskazuje (podobnie jak termin „renesans XII wieku” czy „renesans ottoński”) na pewne podobieństwa do renesansu wieku XV i XVI.
Program reorganizacyjny w zakresie kultury zakładał odnowę łaciny, która w ten sposób ostatecznie oderwała się od języków romańskich. Dzięki mecenatowi cesarskiemu i zdolnościom organizacyjnym Alkuina znacznie rozwinęła się sieć szkół. Przy klasztorach powstawały skryptoria, w których kopiowano dzieła antycznych autorów. Przeprowadzono również reformę szkolnictwa kościelnego, tak by tok nauczania został ujęty w cykle trivium i quadrivium. Literatura i malarstwo zostały odnowione i przez to nastąpił ich rozwój. Powstało wiele monumentalnych budowli, nawiązujących stylem do budowli starożytnego Rzymu (architektura karolińska, np. katedra w Akwizgranie). Na dwór Karola Wielkiego w Akwizgranie przybywali uczeni z odległych krajów. Z Brytanii przybył Alkuin, z Italii – Piotr z Pizy i Paweł Diakon, natomiast z Hiszpanii Teodulf. 

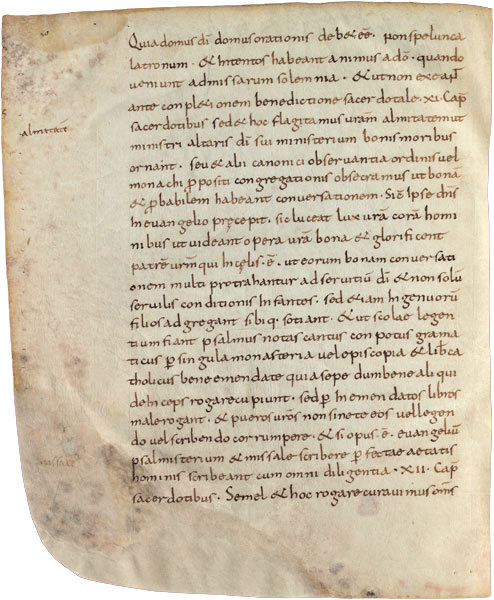
Admonitio generalis z 789 roku pisany minuskułą karolińską

W czasach renesansu karolińskiego został odnowiony i ujednolicony krój łacińskiego pisma (tzw. minuskuła karolińska).